# Vladimír Tomek
Vladimír Tomek (* 5. Januar 1923 in Prag; † 9. März 1984 ebenda) war ein tschechoslowakischer Jazzgitarrist und Komponist.

## Leben und Wirken
Vladimír Tomek gehörte von 1945 bis 1957 dem Orchester von Karel Vlach an; ab 1960 war er Mitglied im tschechoslowakischen Radiotanzorchester und im tschechoslowakischen Radio-Jazz-Orchester (Jazzový orchestr Československého), mit dem er bis in die 1970er Jahre arbeitete. Um 1960 gehörte er zudem der Formation Studio 5 um Karel Velebný an, die aus Mitgliedern des Orchesters bestand. 1963 trat er mit Solisten des Orchesters (Jazzové Studio) auf dem 4. Jugoslawischen Jazz Festival in Bled auf; 1964 spielte er im Orchester von Karel Krautgartner beim Prager Jazz Festival. Tomek wirkte auch bei Aufnahmen von Jiří Suchý (Písničky, 1958), Jitka Vrbová, János Kőrössy (Fly to Errol, 1961) und Luděk Hulan (Jazz in My Soul, 1965) mit. 1971 erschien eine halbe LP-Seite mit Eigenkompositionen in Quintettbesetzung.

## Diskographische Hinweise
- Modern Jazz: Studio 5 ensemble (Supraphon SUG 25121, 1959), mit Ivan Dominak, Arthur Hollitzer, Luděk Hulan, Jan Konopásek, Karel Velebný
- Stivín & Co. Jazz System / Vladimír Tomek S Přáteli (Panton 01 0265, 1971), mit Petr Král, Karel Růžička, Vincenc Kummer, Ivan Dominák